# Seamen's Institute
Il Seamen's Institute di Livorno era un edificio situato all'altezza dell'odierna via Fiume, a breve distanza dalla chiesa greco-ortodossa della Santissima Trinità, destinato all'accoglienza di marinai britannici.
Fu distrutto durante la seconda guerra mondiale.

## Storia
All'inizio del Novecento, con la vendita della chiesa presbiteriana di via Verdi, la comunità scozzese ebbe i fondi per acquistare un terreno e costruire un vasto ricreatorio per i marinai britannici convalescenti o privi di impiego che ancora frequentavano il porto di Livorno.
L'edificio, progettato da Torello Macchia, fu inaugurato il 4 dicembre 1913 ed era situato a ridosso delle fortificazioni del vecchio castello di Livorno, nell'area in cui, nel 1906, era stata provvisoriamente innalzata la statua in gesso del Villano in ricordo dell'assedio del 1496.
Fu requisito durante il fascismo e verso la fine degli anni trenta ne fu prevista la demolizione per far posto ad un'ampia piazza per le adunate che sarebbe dovuta aprirsi di fronte al palazzo del Governo.
Lo scoppio della seconda guerra mondiale impedì il concretizzarsi del progetto, ma l'edificio fu duramente colpito nel corso dei bombardamenti.
I suoi pochi resti furono definitivamente abbattuti nel dopoguerra, quando, nella stessa area, l'Istituto nazionale della previdenza sociale edificò la propria sede e, successivamente, un palazzo destinato a uffici e abitazioni.

## Descrizione
Il Seamen's Institute era un complesso in stile neomedievale, costruito nelle forme di un castello merlato.
Il cuore dell'edificio era costituito dalla chiesa neogotica, con accesso da via Sant'Antonio; era una vasta aula a pianta rettangolare, caratterizzata da finestre ogivali, comunicante con l'alloggio del pastore.
Da via del Giardino (attuale via Fiume) si accedeva al ricreatorio vero e proprio, dove si trovavano i dormitori, la biblioteca, la sala delle cerimonie, la sala dedicata al gioco del biliardo per gli ufficiali ecc.